# Darja Michailowna Aslamowa
Darja Michailowna Aslamowa (russisch Дарья Михайловна Асламова; * 8. September 1969 in Chabarowsk) ist eine sowjetische bzw. russische Journalistin.

## Leben
Aslamowa. Tochter des bekannten Chabarowsker Dichters Michail Feofanowitsch Aslamow, studierte an der Lomonossow-Universität Moskau in der Journalistik-Fakultät mit Abschluss.
Darauf arbeitete Aslamowa als Kriegskorrespondentin der Komsomolskaja Prawda in Abchasien, Bergkarabach, Kambodscha, Ossetien, Tadschikistan, Jugoslawien, Ruanda, Tschetschenien und Mali. Sie war in Gefangenschaft, aus der sie mehrfach berichtete.
Mit ihren unbeschwerten Notizen eines gemeinen Mädchens schuf Aslamowa eine neue Art der Berichterstattung, in der sie in der Art eines Abenteuerromans in etwas parodistischer Weise leicht erkennbare Personen wie beispielsweise Ruslan Chasbulatow, Alexander Abdulow u. a. darstellte. Ihre Art zu schreiben wurde von Dmitri Bykow sehr geschätzt.
Als Aprilscherz veröffentlichte Aslamowa 2003 ein Interview mit Saddam Hussein.
Auf einer dienstlichen Reise Anfang 2011 nach Ägypten wurde Aslamowa viermal verhaftet. Im Frühjahr dieses Jahres zeichnete sie ein Interview mit Thierry Meyssan auf, der die Vorbereitung einer Revolution in Ägypten durch die USA nach dem Vorbild der Revolutionen in Georgien und der Ukraine behauptete. Im Sommer 2012 schlich sie sich in der Türkei im syrischen Grenzgebiet in ein syrisches Flüchtlingslager ein und interviewte mehrere Anführer der gegen Baschar al-Assad kämpfenden Rebellen. Als sie 2017 von Igor Dodon zu einem Interview eingeladen wurde, verweigerten ihr die moldauischen Grenzbeamten die Einreise. Die Polizei des Kosovo nahm sie in der Nacht 6./7. August 2022 an der Grenze zu Serbien wegen Spionageverdachts fest und ließ sie nach Verhör nach Serbien ausreisen. Am 15. Januar 2023 wurde sie wegen des Russischen Überfalls auf die Ukraine auf die Sanktionsliste der Ukraine gesetzt.

## Ehrungen
- Medaille des Verdienstordens für das Vaterland I. Klasse
- Medaille für die Rückholung der Krim